# Philip Johnson
Pour les articles homonymes, voir Johnson.
Philip Cortelyou Johnson, ou Philip Johnson, (né le 8 juillet 1906 à Cleveland, Ohio — mort le 25 janvier 2005 à New Canaan, Connecticut) est un architecte américain considéré comme une figure majeure du mouvement moderne puis du postmodernisme. Il a été par ailleurs un suprémaciste blanc et un admirateur de Hitler dans les années 1930.

## Biographie

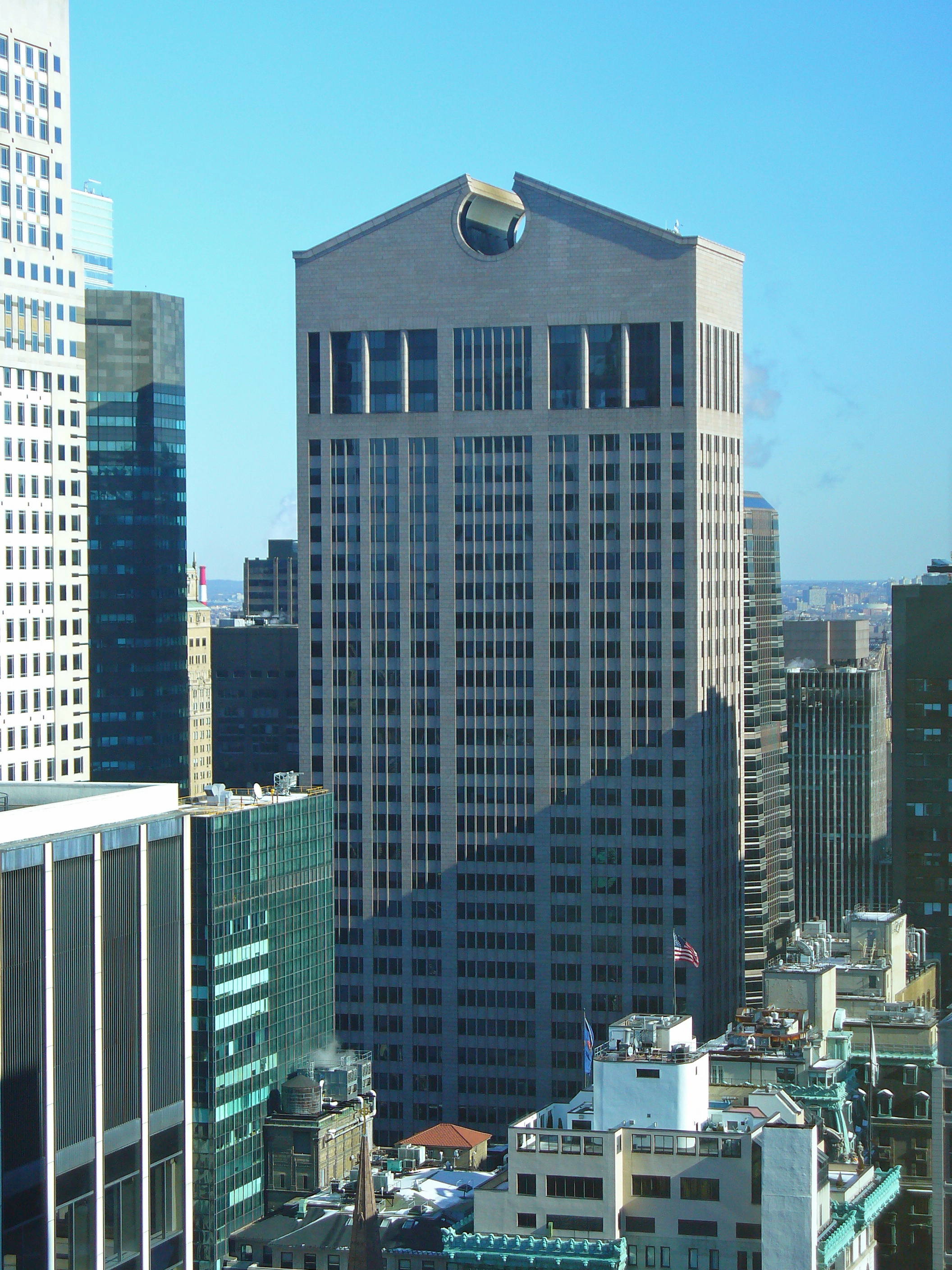
AT&T Building - 1984 (actuellement Sony building)

Philip Johnson fait des études de philologie à l'université Harvard de Cambridge. Il commence à s’intéresser à l’architecture en tant que critique d’architecture et directeur du département Architecture du Museum of Modern Art de 1930 à 1936. Pendant la période où il est au MOMA, il organise une exposition célèbre sur Le Style international : l'architecture depuis 1922, et publie avec Henry-Russell Hitchcock un catalogue qui fait référence. Il quitte ce poste en 1936 sur les conseils de Frank Lloyd Wright pour se consacrer à l'architecture.
Au cours des années 1930, Philip Johnson milite dans les milieux d'extrême droite et tente de créer un parti fasciste américain avant la Seconde Guerre mondiale. Johnson devient alors un ardent admirateur de Adolf Hitler, exprime des opinions antisémites,. Il écrit pour Social Justice (periodical) (en) (un périodique antisémite) et Examiner, où il publie un compte rendu admiratif du Mein Kampf de Hitler. En 1939, en tant que correspondant pour Social Justice, il est témoin de l'invasion de la Pologne décidée par Hitler en 1939, et la décrit plus tard comme "un spectacle émouvant". En 1941, après l'entrée des États-Unis dans la guerre, Johnson quitte brusquement le journalisme, organise une ligue antifasciste à Harvard Design School. Il fait l'objet d'une enquête par le FBI. Il échappe à l'acte d'accusation et à la prison, selon certaines sources, grâce à ses relations sociales.
Malgré ses opinions pro-nazi, il aide néanmoins Ludwig Mies van der Rohe à fuir l'Allemagne. C’est seulement en 1940, qu’il décide d'entreprendre des études d’architecture auprès de maîtres comme Walter Gropius ou Marcel Breuer. Il commence ses premières réalisations pendant la Seconde Guerre mondiale, et défend l'idée visionnaire de « maison de verre » (Glass House), du style international. Il collabore avec Ludwig Mies van der Rohe et réalise principalement des gratte-ciel.
La première commande étatique qu'il reçoit vient d'Israël : en 1956, il commence à travailler à l'architecture du Centre de recherche nucléaire de Nahal Soreq à Rehovot. Le quotidien israélien Haaretz revient en 2024 sur cette affaire dans laquelle il voit un « blanchiment du parrain de l'architecture américaine ».
Dans une entrevue accordée en 1965, Philip Johnson définit l'architecture comme « l'art d'organiser l'espace intérieur ». À partir de 1970, il travaille étroitement avec son associé John Burgee et les œuvres postérieures à cette date sont communes aux deux architectes.
Philip Johnson est certainement l'un des architectes les plus créatifs de la seconde moitié du XXe siècle. En perpétuelle recherche pour produire une architecture innovante, après avoir été un des leaders du mouvement moderne, il joue également un grand rôle dans l'introduction du Postmodernisme et du déconstructivisme dans l'architecture. Il contribue à formuler de nouvelles idées et à explorer de nouvelles directions, influant sur l'évolution du design et de l'architecture contemporaine autour du monde.

## Principales réalisations

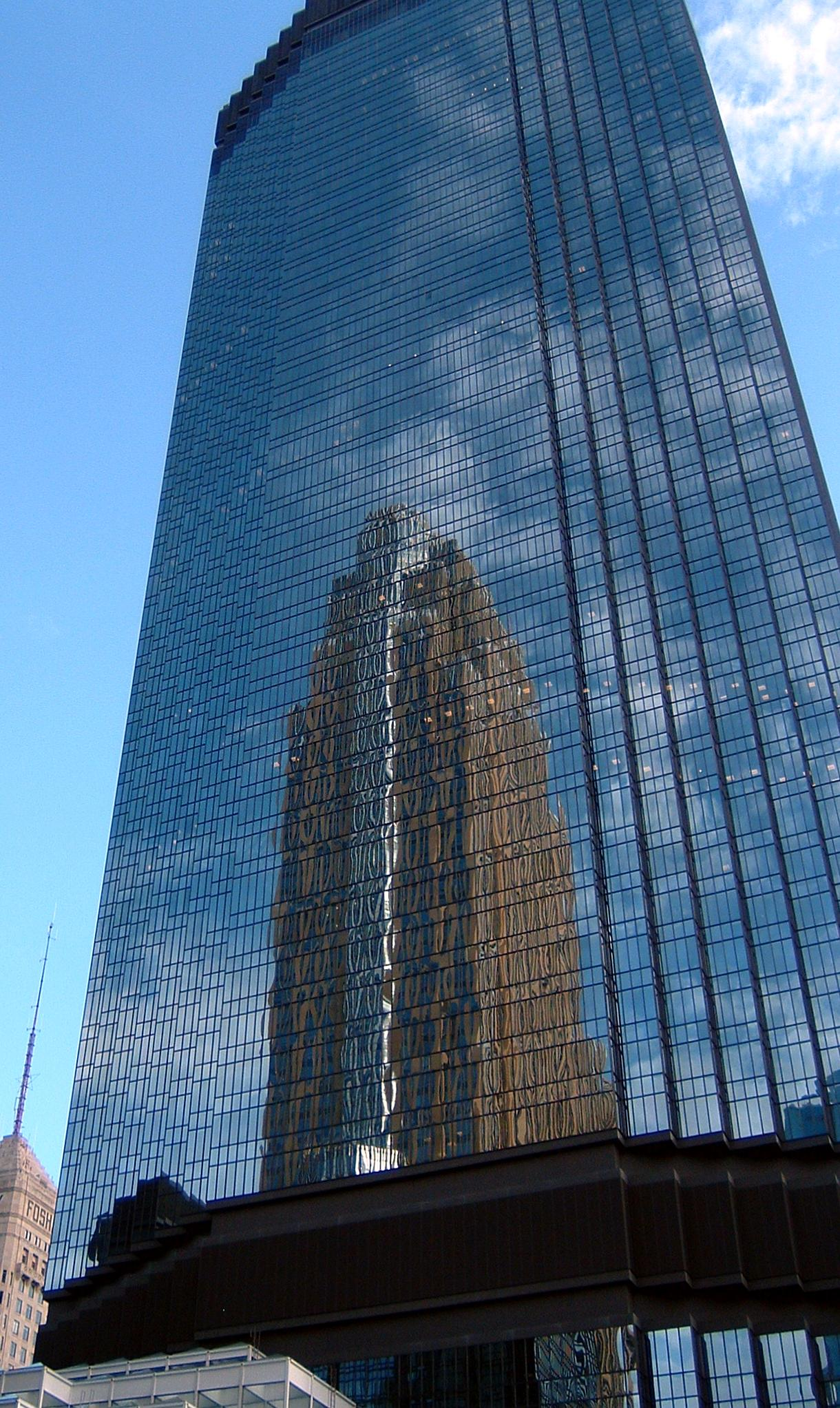
IDS Center à Minneapolis (1973) reflétant l'immeuble de la Wells Fargo

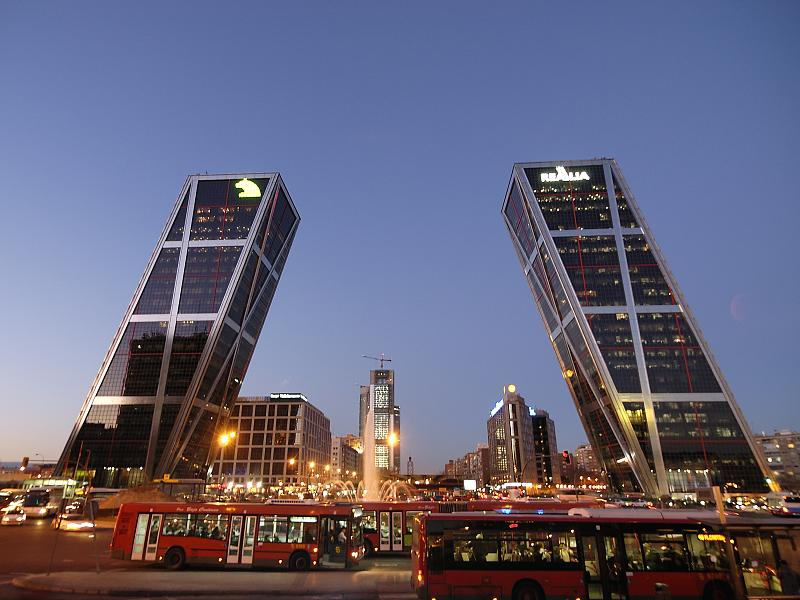
Porte de l'Europe (1996), à Madrid, Espagne.

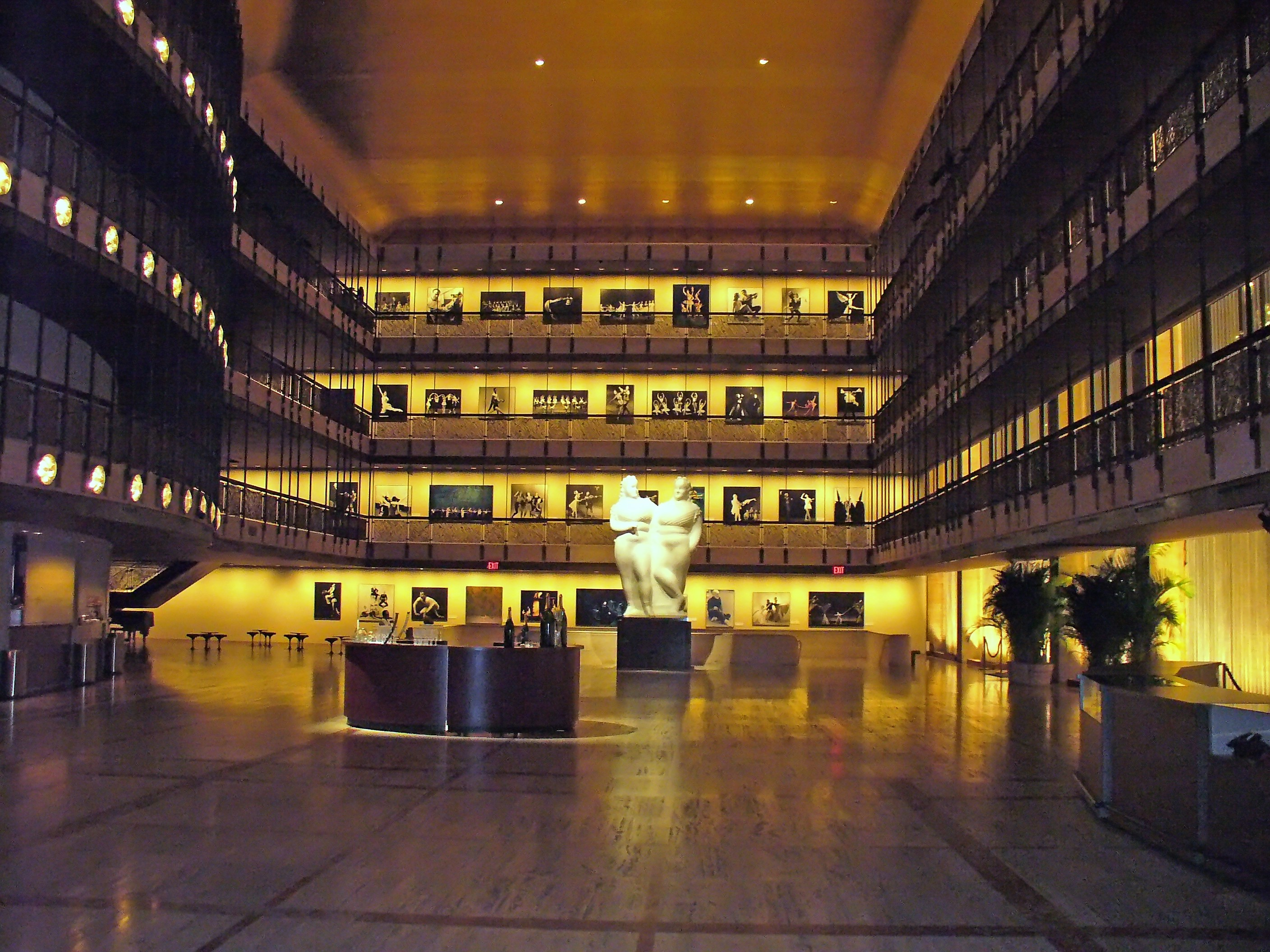
New York State Theater

Parmi les principales réalisations de Philip Johnson, on peut citer les suivantes, par ordre chronologique (toutes réalisations situées aux États-Unis, sauf mention contraire) :

### Années 1940/1950
- 1949 : maison de verre (Glass House, New Canaan, Connecticut)
- 1950 : Rockefeller Guest House (New York)
- 1956 : Boissonnas House (Cap Bénat, France)
- 1958 : Seagram Building (en collaboration avec Mies van der Rohe), tour de verre de 38 étages (New York)
- 1959 : mémorial de New Harmony (New Harmony, Indiana)

### Années 1960
- 1963 : Amon Carter Museum of Western Art (Fort Worth, Texas)
- 1963 : musée d'art précolombien, caractéristique avec son dôme byzantin (Dumbarton Oaks, Washington)
- 1964 : New York State Theater (Lincoln Center, New York)
- 1968 : Kunsthalle, à Bielefeld, Rhénanie-du-Nord-Westphalie, Allemagne

### Années 1970
- 1971 : Trump International Hotel and Tower (New York), 15 Columbus Circle, Manhattan, New York)
- 1972 : musée d'art de Corpus Christi (Corpus Christi, Texas)
- 1973 : IDS Center (Minneapolis, Minnesota)
- 1976 : gratte-ciel jumeaux de la Penzoil Place (Houston, Texas)
- 1977 : siège de l'American Life Insurance Company (Saint-Louis, Missouri)

### Années 1980
- 1980 : cathédrale de verre de Garden Grove (Los Angeles, Californie)
- 1982 : tour United Bank Center (Denver, Colorado)
- 1983 : Lipstick Building (tube de rouge à lèvres, surnommé ainsi en raison de ses colonnes de marbre rouge, 885 Third Avenue, Manhattan, New York)
- 1983 : Williams Tower (ex-Transco Tower, Houston, Texas)
- 1983 : Bank of America Center (Houston), Dallas, Texas
- 1984 : Sony Tower (ex AT§T Tower), New York
- 1984 : Bank of America Center (ex-NCNB Center, Houston, Texas)
- 1984 : One PPG Place, Pittsburgh, Pennsylvanie
- 1985 : 500 Boylston Street, Boston
- 1986 : tour Tycon (Vienna, Virginie)
- 1986 : 580 California Street, San Francisco, Californie
- 1987 : Comerica Bank Tower : Dallas, Texas
- 1987 : One Atlantic Center : Atlanta
- 1987 : 190 South LaSalle : Chicago

### Années 1990
- 1990 : 191 Peachtree Tower, Atlanta
- 1992 : chapelle de l'université Saint Thomas Saint Basil
- 1992 : Two International Place, Boston, Massachusetts
- 1993 : AEGON Center, Louisville, Kentucky
- 1993 : One Detroit Center (ex Comerica Tower), (Detroit, Michigan)
- 1994 : Amerikan Business Center (Berlin, Allemagne)
- 1994 : pavillon des visiteurs (New Canaan, Connecticut)
- 1995 : Cathédrale de l'espoir (Dallas, Texas
- 1996 : Puerta de Europa (Madrid, Espagne)
- 1996 : Turning Point (Vienne, Autriche)
- 1996 : Millenia Tower, Singapour
- 1997 : Centennial Tower, Singapour
- 1998 : 180 Riverside Boulevard at Trump Place, New York

## Prix
- 1979 : prix Pritzker.

## Anecdote
Le chanteur David Bowie mentionne Philip Johnson dans sa chanson Thru' These Architect's Eyes sur l'album 1. Outside.